# Interleuchina 4
L'interleuchina 4 (IL-4) ha come funzione principale quella di regolare le reazioni immunomediate da IgE e mastociti/eosinofili. Dopo l'attivazione da parte di IL-4, le cellule Th2 producono successivamente IL-4 aggiuntivo in un circuito di feedback positivo. La cellula che inizialmente produce IL-4, inducendo così la differenziazione verso Th2, non è stata identificata, ma studi recenti suggeriscono che i basofili potrebbero essere la cellula effettrice.

## Struttura
IL-4 è una citochina dotata di 4 segmenti ad alfa elica. La principale sorgente cellulare di IL-4 sono i linfociti T CD4+, in particolare quelli della sottopopolazione Th2.

## Funzioni
L'interleuchina 4 ha molti ruoli biologici, tra cui la stimolazione della proliferazione attiva delle cellule B e delle cellule T e la differenziazione delle cellule B in plasmacellule. È un regolatore chiave dell'immunità umorale e adattativa. IL-4 induce il passaggio della classe di cellule B in IgE e regola la produzione MHC di classe II. IL-4 riduce la produzione di cellule Th1, macrofagi, IFN-gamma e cellule dendritiche IL-12. 
La sovrapproduzione di IL-4 è associata ad allergie.
In sintesi le funzioni della IL-4 sono:
- stimolazione dello switch isotipico nella produzione di Ig da parte dei linfociti B verso la produzione di IgE.
- stimolazione di crescita e proliferazione dei linfociti T, in particolare i Th2 ( producenti IL-4 e IL-5) a partire da linfociti T vergini (naive) stimolati dall'antigene
- stimolazione dell'espressione di alcune molecole di adesione sulle cellule endoteliali, in particolare VCAM-1, con il conseguente aumento del legame tra linfociti, monociti ed eosinofili.
- stimolazione della crescita di mastociti, e sinergia con IL-3 nello stimolare la proliferazione mastocitaria.

### Infiammazione e riparazione della ferita
I macrofagi tissutali svolgono un ruolo importante nell'infiammazione cronica e nella riparazione delle ferite. La presenza di IL-4 nei tessuti extravascolari promuove l'attivazione alternativa dei macrofagi nelle cellule M2 e inibisce l'attivazione classica dei macrofagi nelle cellule M1. Un aumento dei macrofagi di riparazione (M2) è associato alla secrezione di IL-10 e TGF-β che provoca una diminuzione dell'infiammazione patologica. Il rilascio di arginasi, prolina, poliamminasi e TGF-β da parte della cellula M2 attivata è legato alla riparazione della ferita e alla fibrosi.

## Recettore IL-4
Il recettore per l'interleuchina-4 è noto come IL-4Rα. Questo recettore esiste in tre diversi complessi in tutto il corpo. I recettori di tipo 1 sono composti dalla subunità IL-4Rα con una catena γ comune e legano specificamente IL-4. I recettori di tipo 2 sono costituiti da una subunità IL-4Rα legata a una subunità diversa nota come IL-13Rα1. Questi recettori di tipo 2 hanno la capacità di legare sia IL-4 che IL-13, due citochine con funzioni biologiche strettamente correlate.

## Struttura
IL-4 ha una piega globosa compatta (simile ad altre citochine), stabilizzata da tre legami disolfuro. La metà della struttura è dominata da un fascio di quattro eliche alfa con una rotazione a sinistra. Le eliche sono anti-parallele, con due connessioni diritte, che cadono in un foglio beta anti-parallelo a due fili.

## Scoperta
Questa citochina è stata scoperta da Maureen Howard, William E. Paul e da Ellen Vitetta e dal suo gruppo di ricerca nel 1982.
La sequenza nucleotidica per IL-4 umana è stata isolata quattro anni dopo confermando la sua somiglianza con una proteina di topo chiamata fattore stimolatore-1 delle cellule B (BCSF-1).

## Sperimentazione animale
L'IL-4 ha un ruolo chiave nel mediare un crosstalk tra le cellule staminali neuronali e i neuroni che subiscono la neurodegenerazione e avviare una cascata di rigenerazione attraverso la fosforilazione del suo effettore intracellulare STAT6 in un modello sperimentale di malattia di Alzheimer nel cervello di pesce rosso adulto.

## Significato clinico
L'IL-4 svolge un ruolo importante nello sviluppo di alcuni disturbi immunitari, in particolare allergie e alcune malattie autoimmuni.

### Allergie
L'IL-4, insieme ad altre citochine prodotte da linfociti Th2, è coinvolto nell'infiammazione delle vie aeree osservata nei polmoni dei pazienti con asma allergico. Le allergie sono un insieme di disturbi caratterizzati da una risposta sproporzionata del sistema immunitario all' allergene e alle risposte Th2. Queste patologie includono, ad esempio, dermatite atopica, asma o anafilassi sistemica. L'interleuchina 4 media importanti funzioni proinfiammatorie nell'asma, tra cui l'induzione del riarrangiamento isotipico delle IgE, l'espressione delle molecole VCAM-1 (molecola di adesione delle cellule vascolari 1), promuovendo la trasmigrazione eosinofila attraverso l'endotelio, la secrezione di muco e le cellule T helper di tipo 2 (Th2) con il relativo rilascio di citochine. L'asma è una complessa malattia genetica che è stata associata al polimorfismo del promotore del gene IL-4 e alle proteine coinvolte nella segnalazione di IL-4.

### Tumore
L'IL-4 ha un effetto significativo sulla progressione del tumore. È stata trovata una maggiore produzione di IL-4 nel seno, nella prostata, nei polmoni, nelle cellule renali e in altri tipi di cancro. Molte sovraespressione di IL-4R sono state riscontrate in molti tipi di cancro. Le cellule renali e il glioblastoma modificano 10.000-13.000 recettori per cellula a seconda del tipo di tumore. IL-4 può causare l'aumentare della resistenza all'apoptosi aumentando la crescita tumorale.

### SNC
I tumori del tessuto cerebrale come astrocitoma, glioblastoma, meningioma e medulloblastoma recettori sovraespressi per vari fattori di crescita tra cui recettore del fattore di crescita epidermico, FGFR-1 (recettore del fattore di crescita dei fibroblasti 1), recettore dell'angiotensina e della transferrina TfR, IL-13R. La maggior parte dei meningiomi umani esprime in modo massiccio i recettori dell'IL-4, indicando il suo ruolo nella progressione del cancro. I meningiomi esprimono IL-4Rα e IL13Rα-1-1, ma non la catena γc superficiale, suggerendo che la maggior parte dei meningiomi umani esprimono IL-4 di tipo II.

### HIV
L'IL-4 può anche svolgere un ruolo nell'infezione e nello sviluppo della malattia da HIV. I linfociti T ausiliari sono un elemento chiave dell'infezione da HIV-1. Nella maggior parte dei pazienti con infezione da HIV-1 sono presenti segni di disregolazione immunitaria come l'inizializzazione delle cellule B policlonali, l'ipergammaglobulinemia si verificano e sono associati a citochine sintetizzate dalle cellule Th2. L'aumento della produzione di IL-4 da parte delle cellule Th2 è stato dimostrato nelle persone con infezione da HIV.